# Alexander Fischer (Bildhauer)
Alexander Fischer (* 31. Oktober 1903 in Nürnberg; † 30. November 1981 in München) war ein deutscher Bildhauer.

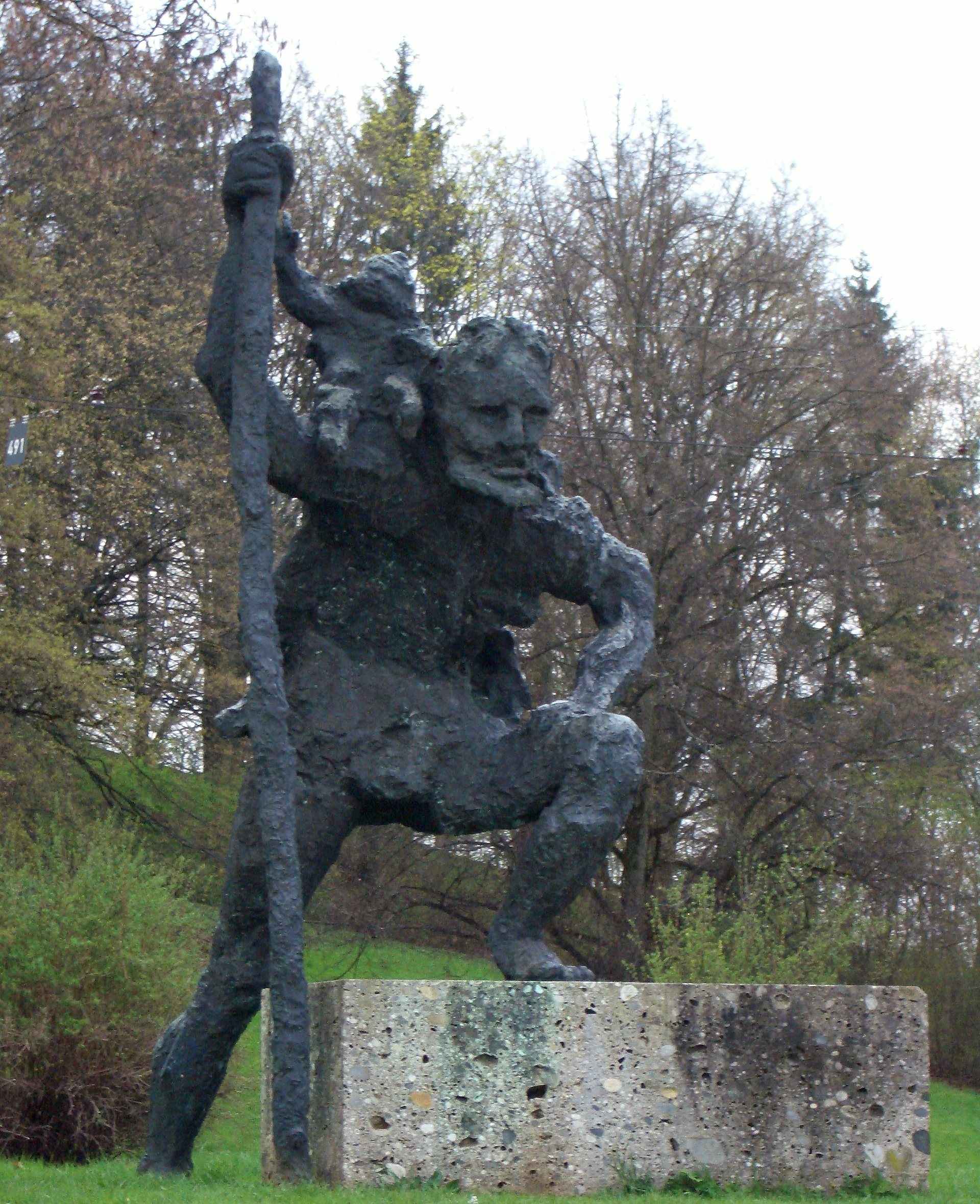
Christophorus-Statue am Münchner Scheidplatz von Alexander Fischer

## Leben
Nach dem Besuch des Gymnasiums in Nürnberg studierte Fischer ab 1920 Bildhauerei an der Akademie der bildenden Künste in München. Seine Lehrer dort waren Erwin Kurz und ab 1923 Bernhard Bleeker, zu dessen bekanntesten Schülern Fischer gehört.
Bereits 1926, im Jahr, in dem er sein Studium abschloss, wurden Werke Fischers durch die Bayerische Staatsgemäldesammlungen und die Stadt München angekauft, ein Jahr zuvor hatte er sich an einer Ausstellung der Münchner Secession beteiligt. Studienreisen wurden ihm durch ein Stipendium der Stadt München ermöglicht, das ihm im Jahr 1930 gewährt wurde. Es folgten weitere Werke im Auftrag des Bayerischen Staates und der Stadt München.
Noch 1933 wurde ein von Fischer geschaffener – im Zweiten Weltkrieg zerstörter – Brunnen im Münchner Luitpoldpark aufgestellt; ab 1937 aber war Fischers Arbeit erheblich behindert, nachdem sein Werk von den nationalsozialistischen Machthabern als „entartet“ bezeichnet worden war. Dennoch konnte Fischer noch gelegentlich an Ausstellungen teilnehmen, 1940 ein Werk von ihm in der Zeitschrift Die Jugend abgebildet werden.
Nach dem Zweiten Weltkrieg, an dem er als Soldat teilgenommen hatte, trat Fischer der Münchner Neuen Gruppe bei. Fischer schuf noch einige Werke für den öffentlichen Raum in München, auch wenn sein Werk ansonsten nur geringe Resonanz auslöste. Fischer bewarb sich erfolglos für eine Professur an der Kunstakademie in München, wurde dort später allerdings als Ehrenmitglied aufgenommen.
Fischer war seit 1935 mit der Bildhauerin Ludmilla Fischer-Pongratz verheiratet, die ebenfalls bei Bleeker studiert hatte, und lebte mit ihr in Grünwald; Fischer-Pongratz starb ein halbes Jahr vor ihrem Mann.

## Kontroversen
Fischer suchte die öffentlichkeitswirksame Auseinandersetzung mit seinen Kritikern und kritisierte seinerseits Kollegen mit Schärfe.
Nachdem ein von Fischer 1932 im Auftrag des Justizministeriums geschaffenes Bildnis des Bayerischen Staatskanzlers Wiguläus von Kreittmayr im Zweiten Weltkrieg zerstört worden war, gab die Stadt München ein neues Denkmal Kreittmayrs zur Aufstellung am Promenadeplatz in der Altstadt bei Fischer in Auftrag. Das fertige Denkmal – von Kritikern als „willensgedrungener Berserker“ (Die Kunst) bezeichnet – stieß im Frühjahr 1961 aufgrund seiner ungewöhnlichen Gestaltung seitens der Stadt auf Widerspruch. Es folgte eine ein Jahr dauernde Auseinandersetzung, die schließlich im Frühjahr 1962 damit endete, dass das Denkmal an Kreittmayrs Heimatstadt Offenstetten verschenkt und dort aufgestellt wurde; den Ausschlag hatten grundsätzliche Proteste gegen ein Denkmal Kreittmayers wegen dessen Befürwortung der Folter gegeben.
Nachdem Fischer 1969 einen Wettbewerb des D.A.S. zur Gestaltung einer Figur des Kraftfahrer-Patrons Christophorus für die Firmenzentrale in München gewonnen und nach eigener Darstellung bereits einen mündlichen Ausführungsauftrag erhalten hatte, wurde sein Werk wieder verworfen und ein neuer Wettbewerb ausgeschrieben, den schließlich Josef Henselmann gewann. Fischer stellte daraufhin im Frühjahr 1970 in einer Nacht-und-Nebel-Aktion eigenmächtig eine Gipsversion seines Denkmals am ursprünglich vorgesehenen Standort auf. Nach ultimativen Aufforderungen des D.A.S., das Modell wieder zu entfernen, ließ es Fischer auf die gegenüberliegende Straßenseite, vor das Haus der Kunst, bringen. Seinen endgültigen Standort fand das fertige Denkmal schließlich in einer Straßenbahnwendeschleife am Scheidplatz in München-Schwabing-West.
In einer weiteren nächtlichen Aktion stellte Fischer 1973 erneut eine seiner Plastiken vor dem Haus der Kunst auf, ihr ursprünglicher Titel war „Memento MCMXLV“; seit 1979 steht die Plastik unter dem neuen Namen „Stürzende (Ende einer Epoche)“ in der Maximilianstraße im Stadtteil Lehel.

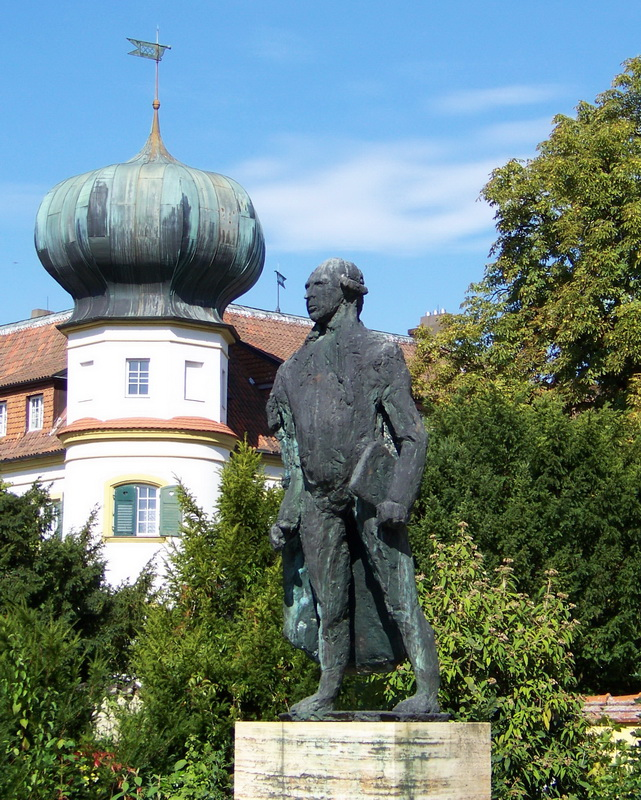
Kreittmayer-Denkmal in Offenstetten, 1961
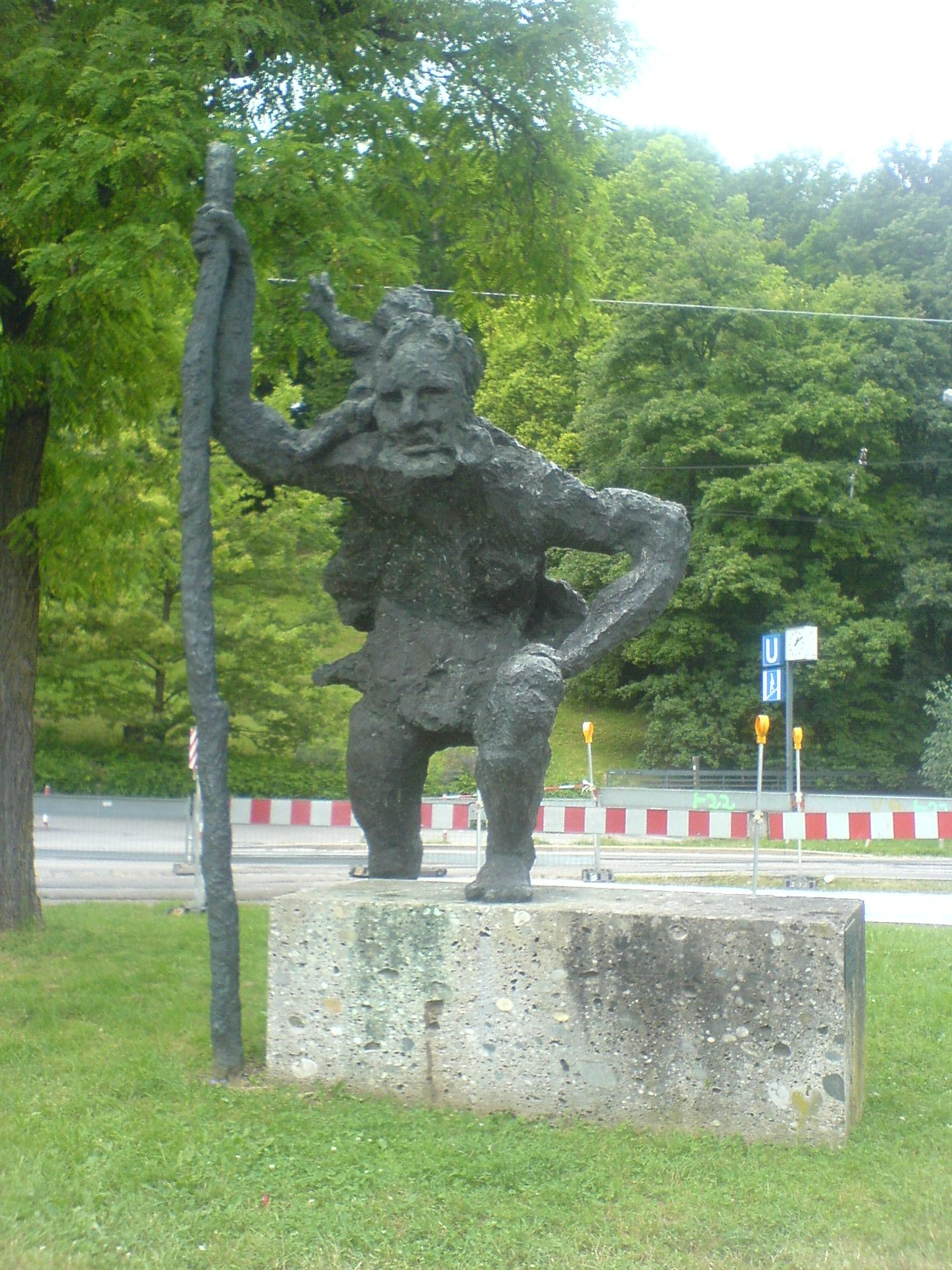
„St. Christophorus“ in München, 1969–1972
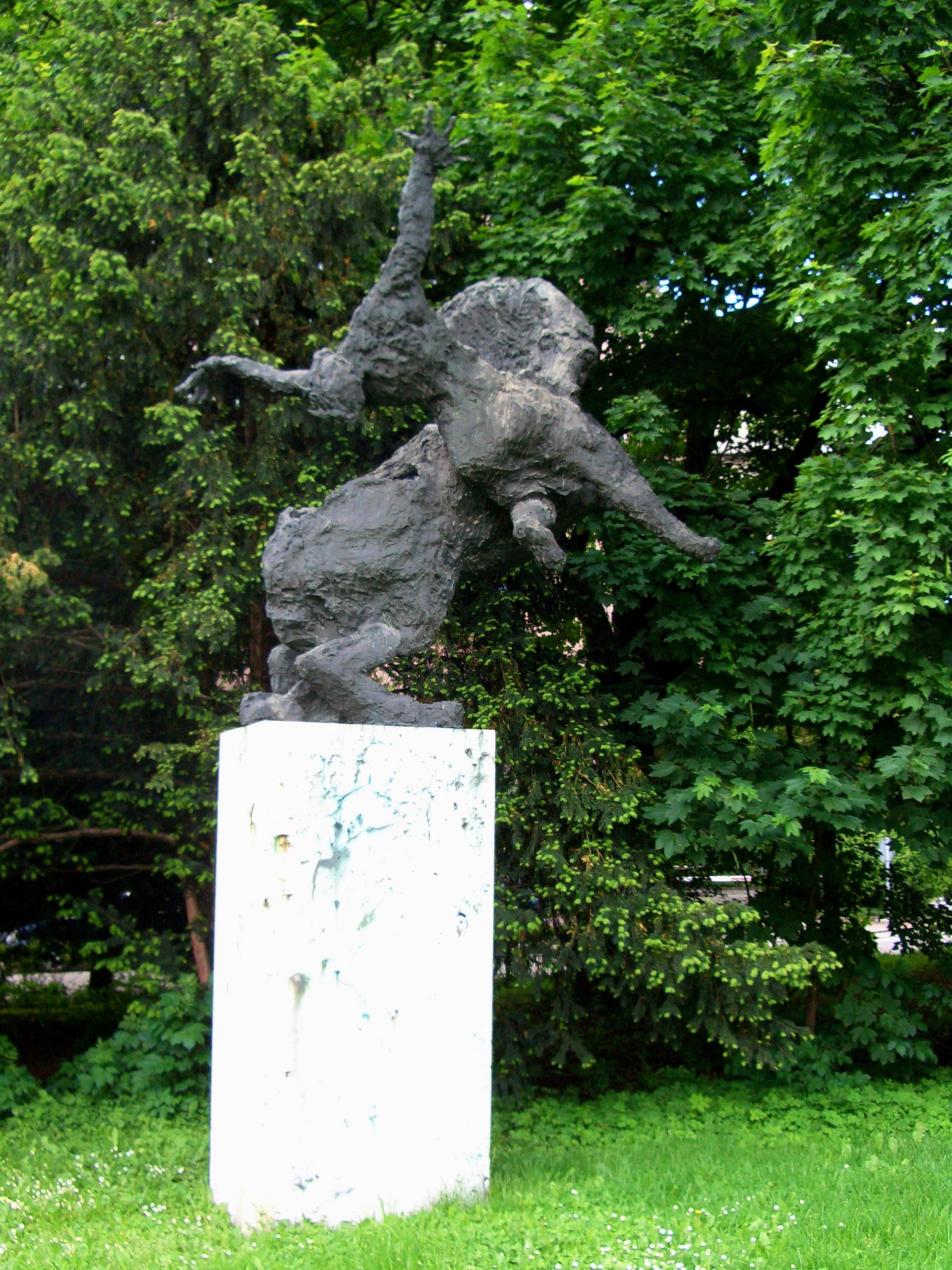
„Stürzende (Ende einer Epoche)“ in München, 1973

Auch durch Flugblattaktionen gegen Ausstellungen moderner Kunst in München geriet Fischer in das Blickfeld der Öffentlichkeit.

## Werk
Typisch für Fischers Skulpturen – meist in Bronze oder Zement – ist eine sehr unruhige, grobe Oberfläche. Viele Figuren, sehr häufig Pferde, sind in extremer Verwindung des Körpers dargestellt. Bereits als Fischer noch Bleekers Schüler war, wurde die Eigenwilligkeit seiner Darstellungen vermerkt. In der Zeit nach dem Zweiten Weltkrieg stieß er mit seiner schwer einordnenbaren Stellung zwischen Moderne und Tradition auf Widerspruch.
Außer den genannten finden sich viele weitere Werke Fischers im öffentlichen Raum:
- „Wildes Pferd“, Brienner Straße, München-Maxvorstadt, 1950, aufgestellt 1965.
- „Pferd, sich beißend“, Friedberg (Hessen), 1967.
- „Elefant Wastl“, Grünwald, 1970.
- „Adler“, Grünwald, 1974.
- „Wieherndes Pferd“, Grünwald, aufgestellt 1989.
- „Großes Liebespaar“, „Paar“, München-Bogenhausen, aufgestellt 1990 und 1992.
- „Pferd mit Reiter“, München-Westend, 1956, aufgestellt 1992.
- „Pferd, sich beißend“, München-Hasenbergl, 1965, (2012 vor dem Kulturzentrum 2411[1]).
- „Löwin“, München (Prinzregentenstraße/Seitzstraße; gegenüber HDK), Bezirksregierung Oberbayern (Ankauf 1968).

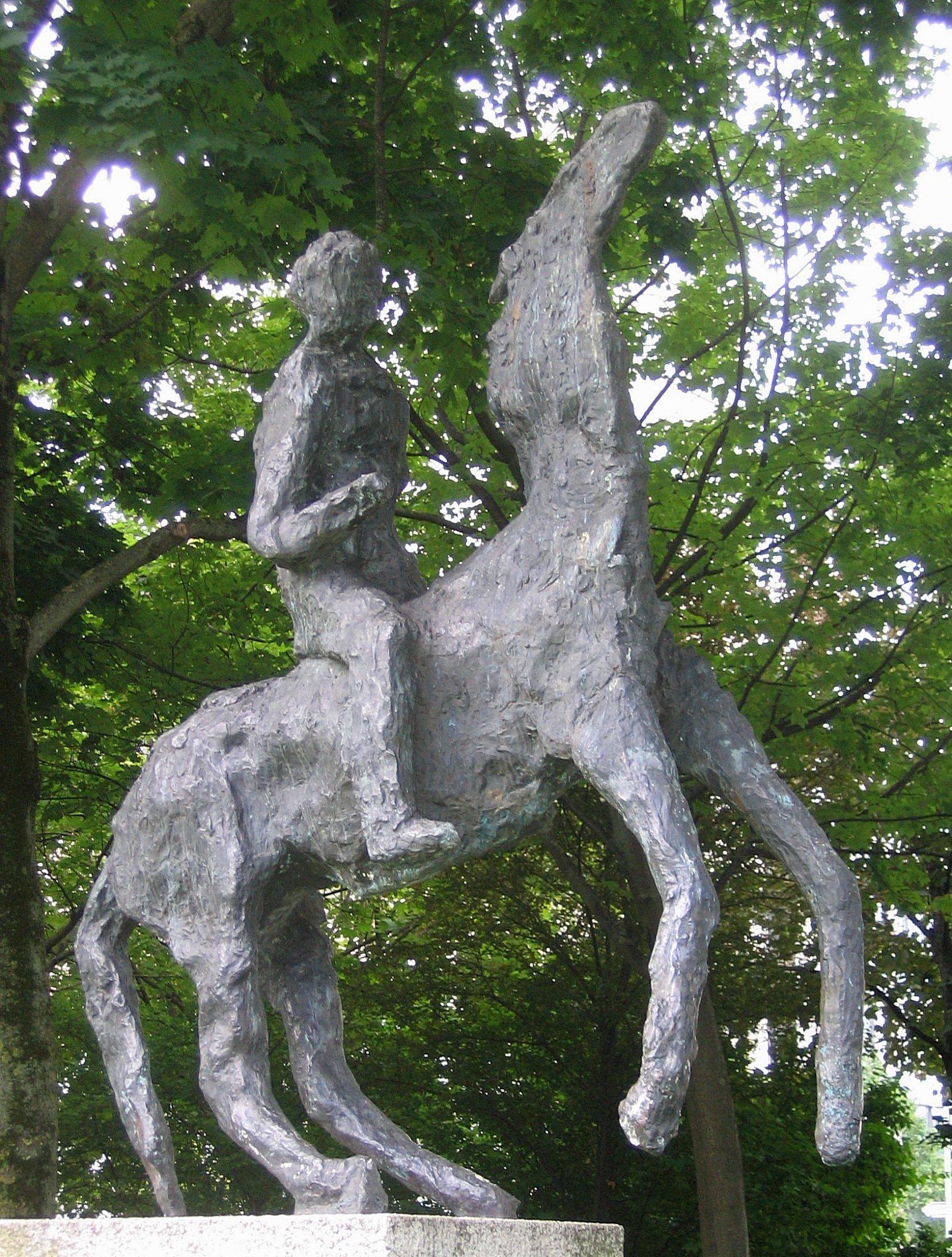
„Pferd mit Reiter“ am Heimeranplatz in München, 1956.
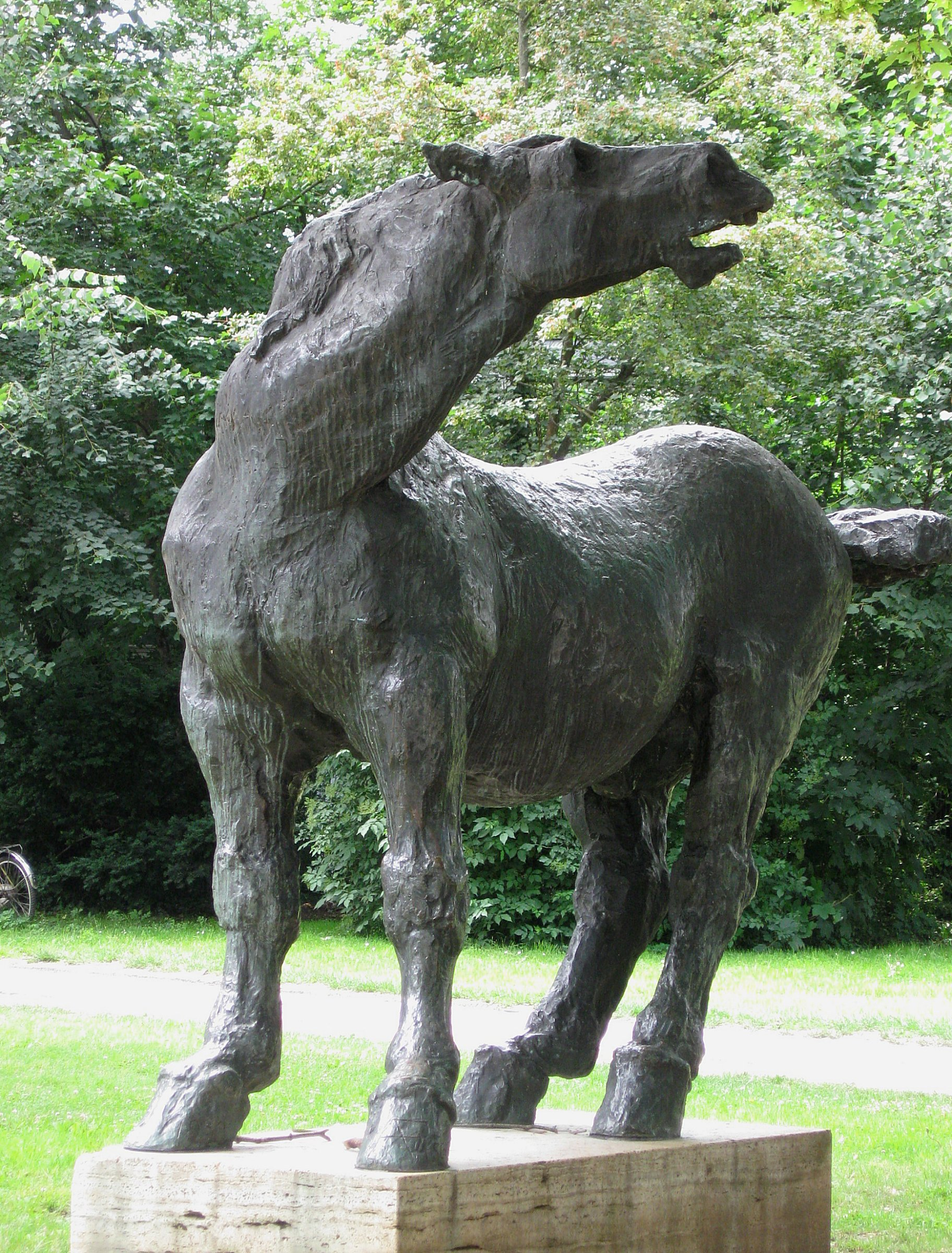
„Wildes Pferd“ am Königsplatz in München, 1965.
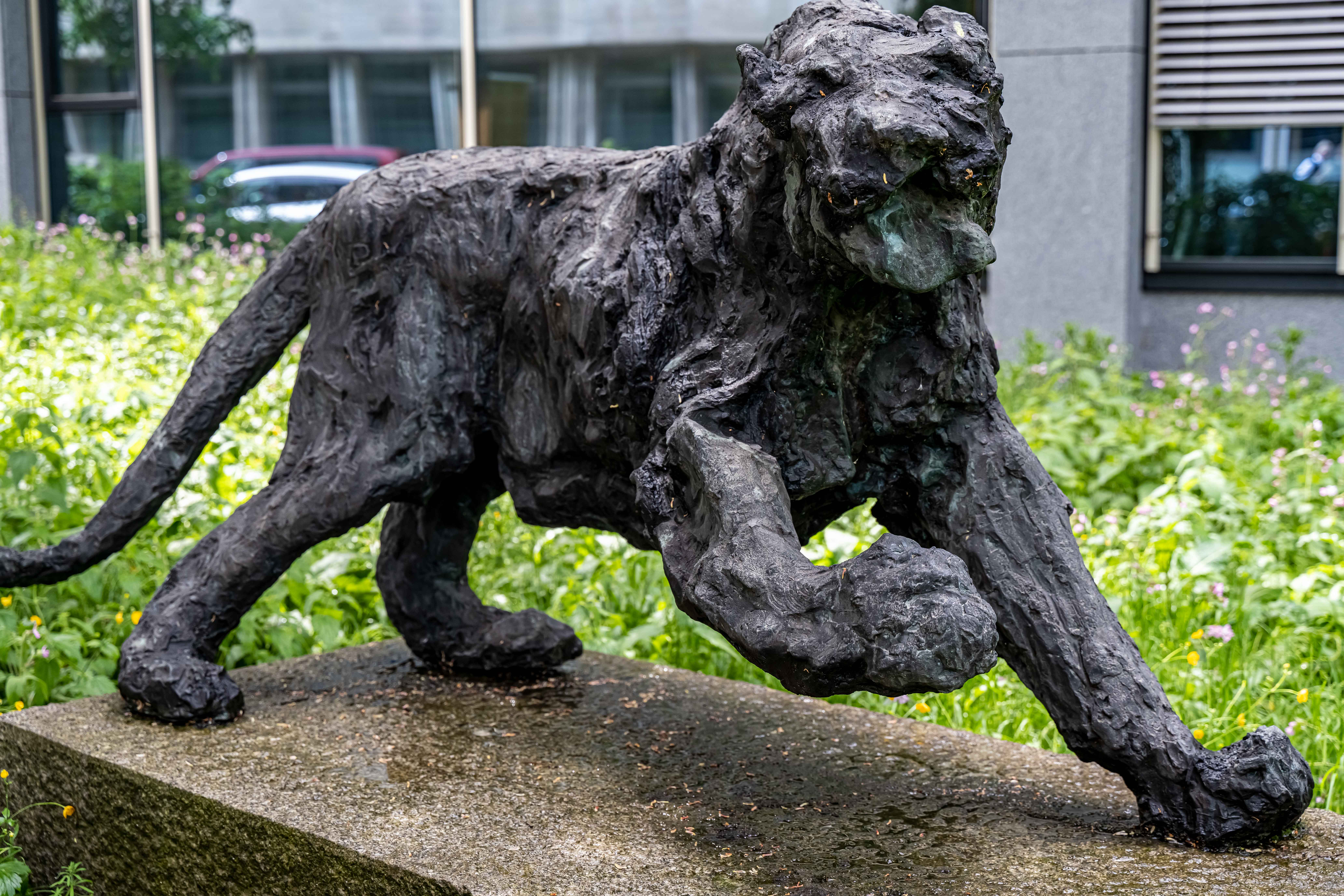
„Löwin“, an der Prinzregentenstr. in München, 1968.

## Teilnahme an Ausstellungen
- Neue Secession im Glaspalast München, 1925
- Münchner Kunstverein, 1936
- „Junge Kunst im Deutschen Reich“ Wien, 1943
- Ausstellungen mit der Neuen Gruppe im Haus der Kunst München, ab 1946
- Ausstellung des Deutschen Künstlerbundes in der Kunsthalle Baden-Baden, 1960[2]
- Einzelausstellung Haus der Kunst München, 1966
- „Gegenüberstellung Alexander Fischer und die Gegner“, Galerie Wiegand München, 1977

## Auszeichnungen
- Ehrenmitglied der Akademie der Bildenden Künste München, 1963
- Schwabinger Kunstpreis, 1968
- Medaille München leuchtet, 1978